# 一二·三事件
一二·三事件（葡萄牙語：Motim 1-2-3，又稱一二·三騷亂，中華民國方面稱澳門暴動、澳門暴亂），是澳門歷史上一場大規模反對澳葡政府的動亂，名稱取自1966年12月3日發生的嚴重警民衝突，衝突中至少8人死亡，200多人受傷。事件的起因源於澳葡當局在管治澳門上多年來無所作為，行政混亂、效率低且貪污盛行，加上日積月累的族群矛盾，導致事件隨著1966年11月15日氹仔事件警民衝突後爆發。
事後澳葡政府在澳門的管治威信喪失，並徹底影響了澳門的政治格局：共產黨勢力在事實上控制了澳門，左派勢力得以在社會各個階層紮根，親共華商權貴及社團抬頭，導致現時澳門社會普遍傾向親共；國民黨在澳門的勢力則被完全肅清。左派在澳門的成功經驗助長其擴張勢力的計劃，間接促成鄰近香港的六七暴動。

## 背景

1951年－1976年的澳門政府旗

從1553年（明朝嘉靖32年）葡萄牙王國進入和賃居澳門至1887年（清朝光緒13年）的334年間，中國明清兩朝政府一直在澳門設置各種管理機構，委派守澳官、縣丞、同知、參將等文武官員管理澳門的行政、軍事、司法和關税等事務，葡萄牙人亦一直向中國政府納租金，以及和地方官吏納賄，方能繼續居留在澳門。直到鴉片戰争後，葡萄牙人不斷侵奪澳門的領土主權，推行殖民統治。到了1889年，葡萄牙人佔領了相當於今天整個澳門地區的面積。1887年12月1日，葡萄牙王國和大清國簽訂《中葡和好通商條約》，規定「葡國永駐管理澳門及屬澳之地……定準由葡國堅允，若未經中國首肯，則葡國永不得將澳地讓與他國」。

### 國共兩黨之爭
第二次世界大戰及中国抗日战争勝利後，中華民國外交部於1945年9月電飭駐葡萄牙第二共和國公使，向葡萄牙政府表達中國收回澳門的意願，但因第二次國共內戰爆发，收回澳門的要求被擱置。1949年，中華人民共和國成立，大量中國大陸人移往澳門，最初北京政府並未急於解決香港和澳門問題，後來時任中華人民共和國國務院總理周恩來考慮利用港澳兩個殖民地，作為當時在國際社會上被孤立的政權的窗口，提出對港澳兩地要「長期利用，充分打算」:57。
一二·三事件發生前，中國國民黨和中國共產黨兩黨一直在澳門民間保持活動，透過組建和支持不同社團以掌握話語權。中国共产党在中國大陸建立政權後順利控制華南地區，澳葡政府面對著資源供給影響及軍事威脅，逐漸傾向中国共产党政權，而中國大陸也致力於讓澳門的重要社團及其領袖加入己方。在1949至1961年間，十一國慶越來越隆重，雙十國慶則越來越蕭條，中國國民黨在澳門民間的影響力逐漸消減，而中国共产党則進一步穩固其勢力，取得了越來越大的話語權。此外，中華人民共和國政府在事件發生前多次要求澳葡政府禁止中華民國政府在澳門設立官方機構，而當時在國共鬥爭中保持中立的澳葡政府並未答應中華人民共和國的要求。

### 澳葡政府的管治
一二·三事件發生前，澳葡政府在澳門的建設及發展上停滯不前，官僚主義高漲，民生建設落後，政治打壓升級，行政隨便而混亂，政府部門辦事效率低且貪污盛行，葡萄牙國家安全警備總署在事件發生後撰寫的報告中，形容澳葡政府「道德極為淪喪，警察和公共部門腐敗，軍隊得過且過，無所事事」:118-125。

### 葡華族群矛盾
當時澳門的公務員幾乎都是作為殖民者的本土葡萄牙人和世居澳門的土生葡人，後者沒有升遷機會且被前者歧視，而部分土生葡人又以囂張的態度和暴力對待作為受殖民者的華人，以顯示自身的特權和優勢，引起當地華人對殖民統治的反感；此外，澳葡與其他殖民地相比的獨特之處，是作為殖民者的意識形態難以在當地推行，華人甚少有機會接觸葡萄牙文化，雙方的日常生活甚少有交集:118-125。

## 事件起因

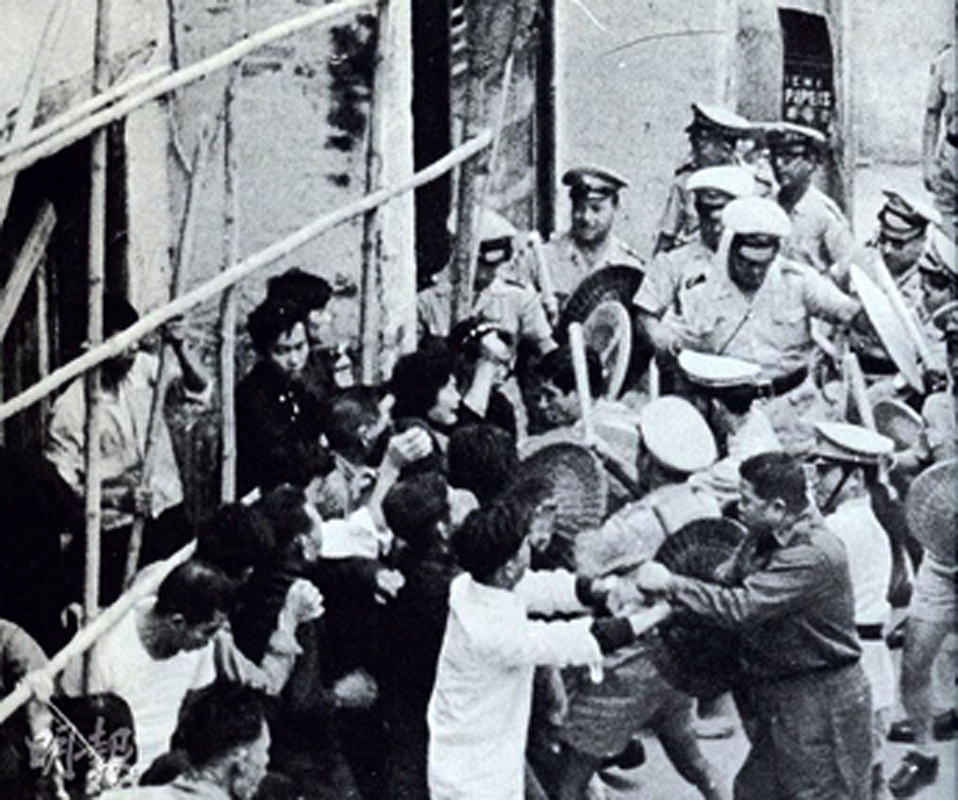
一二·三事件的導火線——「氹仔事件」中民眾和警方在學校工地旁發生衝突

1966年11月，澳門離島氹仔的基層工人因小孩貧窮無法讀書上學，故向當時的工務局申請擴建校舍，然而經過24次交涉和申請後無果，故民眾按照慣例先行搭棚動工。時海島市行政局代局長晏德地（葡萄牙語：Rui de Andrade）在11月15日上班途中發現學校門前搭起棚架，大吃一驚，於是派出警察前往勸止，工人不聽勸告，更發生警民衝突，造成24人受傷，傷者中有一名菜農工會成員及一名爆竹工會成員被打傷頭顱，他們後來因後遺症去世，警方又拘捕在場採訪的一名《澳門日報》記者，是為一二·三事件的導火線「氹仔事件」，又稱「一一·一五事件」。
同日中午1時，澳門中華總商會派人與海島市行政局聯絡，建校代表亦派人前往該局交涉，他們當中4人在未與局長會面即被拘留一晚，後來在商會副會長崔德祺的協助下保釋。事情發生後，當時被譽為澳門華人社群領袖的何賢曾拜會護理總督施維納（葡萄牙語：Mota Cerveira），請求他謹慎處理事件，施維納以強硬的態度回絕對方的勸導。

## 事件經過

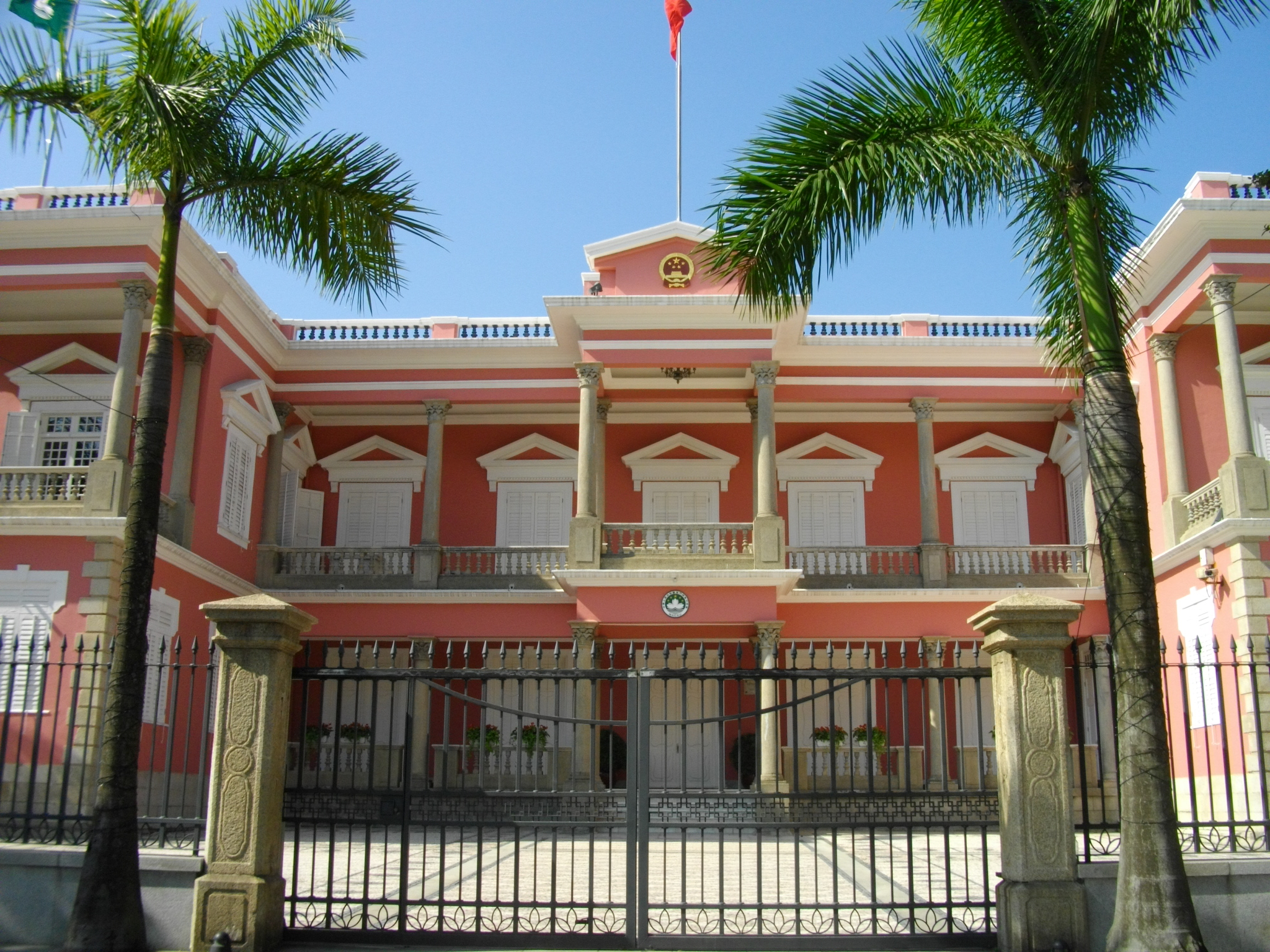
澳督府在回歸後改稱澳門特別行政區政府總部

1966年11月18日，氹仔居民提出「懲兇、不要阻撓辦學、傷者獲得賠償、撤銷入獄20天之判案並保證以後不再有同樣事情發生」共五項要求。同月22日，澳門親北京社團代表舉行座談會譴責事件，並威脅要進行鬥爭。11月25日，新任總督嘉樂庇抵澳履新，他於29日下午接見工商界代表，表示在建校一事上動用警察屬於處理失當，他承諾將成立一個由官方和民間中立人士組成的調查委員會徹查事件，然而澳門中華總商會並未應總督的邀請派出民間代表參與調查委員會，調查委員會結果無法如預期地運作，而親北京社團代表的抗議行動繼續升級，每天都有抗議的人群聚集在澳門總督府（現澳門特別行政區政府總部）外。

### 衝突惡化
12月3日中午12時許，總督府門前發生衝突，事件開始演變成大規模騷動，一些左派人士闖進澳督府，高唱紅歌、朗讀毛語錄，又推翻警車，警察先使用警棍，後出動防暴水車試圖驅散示威者。消息傳出後，前來示威的群眾愈來愈多，下午3時後，群眾摧毀位於議事亭前地、在關閘事件中帶領葡萄牙士兵佔領關閘的美士基打的紀念雕像並將之掉入內港，又破壞葡萄牙早期航海探險家歐维士的石像，市政廳和位於仁慈堂大樓地下的公證署也遭衝擊。4時半左右，群眾沿龍嵩街前往警廳，警廳立刻關上欖閘，因群眾衝擊警廳，警廳內防暴警察在閘門縫隙向外施放催淚彈，並開槍射擊，造成2人死亡。警方又出動防暴車駛往市政廳前掃射水喉，驅趕示威者。總督隨後在傍晚6時頒令戒嚴並實行宵禁。由於戒嚴緊急，許多居民並無心理準備，其後幾天又有數人在街上遭亂槍射殺，一名居民甚至因伸首窗外觀望被流彈擊中。據官方統計，有8人被打死（坊間則指死者有11人），212人受傷，62人被逮捕。

### 中葡談判

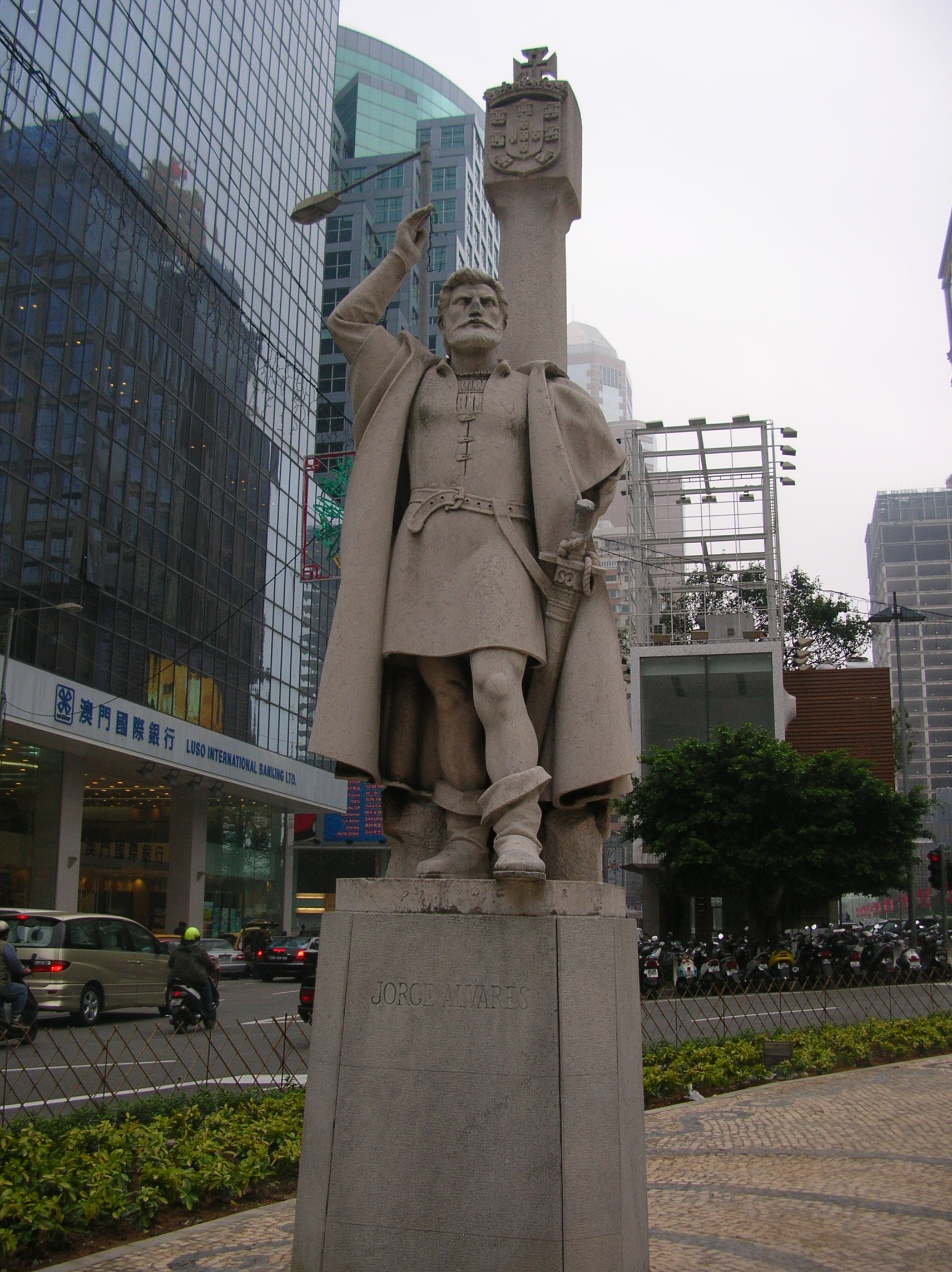
位於澳門南灣的葡萄牙早期航海探險家歐華利的雕像在事件中被破壞，事件過後被修復

葡萄牙政府和澳葡政府在事件發生後隨即實施新聞封鎖，澳門葡文報刊被禁，葡萄牙本土和海外省的報章也被下令禁止報道事件。此外，中國政府在澳門周圍加強軍事佈防，部分澳門葡人躲進加思欄兵營，部分前往英屬香港避難。在經濟方面，澳門元開始貶值，銀行出現擠提，市面一片蕭條。
1966年12月10日，廣東省人民委員會外事處與澳門親北京社團向澳督嘉樂庇提出包括「立即向澳門同胞當面認罪和簽具認罪書」在內的六項要求，親北京社團也向嘉樂庇致抗議書提出類似要求。會面後翌日，嘉樂庇向葡萄牙殖民地部發出電報︰「他（何賢）還告訴我已經有一萬個紅衛兵集結在澳門附近，而陸軍總司令就通知，有持械的解放軍集結在關閘附近。海軍方面則通知，有4艘中國軍艦進入了澳門水域。」
12月12日，正當施維納不顧主和派干涉並意圖動武之時，他忽然被擁有最後決定權的葡萄牙本土政府發出的密令制止。儘管葡萄牙政府不接受澳門總督公開道歉一項，澳門政府秘書處仍於當天晚上11點半發出通告，表示將「全部接受」廣東省人民委員會外事處以及親北京社團提出的要求，並邀請親北京社團代表同月15日到澳督府會面，予以正式答覆。然而親北京社團代表以澳葡當局沒有具體列出對有關要求的答覆為由，未允約前往。
12月21日起，澳葡政府被迫每天派出代表到拱北與廣東省外事處就認罪書內容展開談判。根據當時港英政府的報告，澳葡方面期間曾向他們發信詢問如果要撤走的話需時多久，以及香港能否給他們暫駐。同年聖誕節前夕，總督收到「認罪書」的文本，經過一周的談判後中國政府和澳葡政府基本達成共識，然而葡萄牙政府並未接受該「認罪書」的內容，於是雙方繼續就認罪書文本磋商，經4次修改仍未達成協議。
1967年1月2日，澳葡政府發出公告，禁止在澳門進行「與中華人民共和國敵對的活動，禁止懸掛被視為敵對中華人民共和國的外國旗幟、徽章、標誌等」。中華民國政府和中國國民黨在澳門設置或支持的機構和團體如「澳門工團總會」、「澳門自由教師聯合會」和「流亡澳門難胞總會」被查封，青天白日旗被禁止懸掛，中國國民黨在澳勢力被全面清除。
1月20日，親北京社團舉行大會，決定成立「研究制裁澳葡小組」，並且在1月24日確定制裁方案，包括執行「三不」政策：「不向澳門政府繳納一切稅項」、「不售賣物品給澳門政府及其官員」、「一律不為葡萄牙官兵提供服務」。廣東當局亦關閉與澳門接壤的關閘，禁止中國大陸的糧食及水輸往澳門，迫使澳葡政府屈服。
在中國政府和澳葡政府的談判過程中，葡萄牙政府派遣一個由外交部、海外部的代表和前總督白覺理組成的代表團到澳門瞭解情況，並提出進行談判的要求，但遭到廣東省當局拒絕。代表團返回葡萄牙後，葡萄牙內閣改變以往的立場，不反對總督簽署認罪書，但仍然堅持「認罪書」的內容不能對外發表，該項要求仍被中國政府拒絕。1月24日，澳門上下正式執行「三不」制裁運動，以圖進一步迫使澳葡政府屈服。
1月27日，澳門政府發表聲明：「此次事件的死難者遺屬、受傷者、被捕者和遭受各種損失的受害者，以及全體澳門中國居民認罪、賠禮，並表示深切的歉意」，又全部接受澳門中國居民代表所提的6項要求，以及承擔死難者的全部喪葬費和撫恤費以及其他受害者的一切損失，合共澳門幣2,058,424元。1月28日，澳葡政府簽署《澳門政府對華人各界代表所提出的抗議書的答覆》，翌日由澳葡政府代表送到廣東省人民委員會外事處，在梁培、何賢、馬萬祺與譚立明等13個當中斡旋的華人代表見證下，一二·三事件方告一段落。涉及氹仔事件的護督、行政官員及鎮壓師生的官員亦先後離開澳門。

### 談判過後

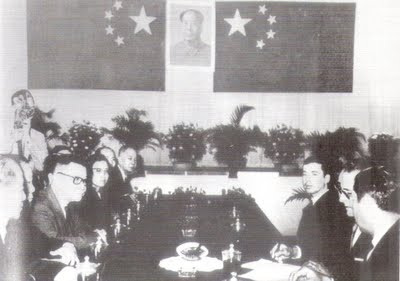
澳门总督嘉乐庇在认罪书上签名

事件過後，澳門在部分來自台灣的政治觀點及部分香港人眼中成為「半個解放區」，澳葡政府在大權旁落後迅速失去統治意志，除內部事務外在政治上一切都要以中國共產黨的意志為依歸，例如配合中国共产党根除在澳門的中国國民黨勢力，何賢成為事實上的「影子澳督」，澳門社會自此被左派控制。

## 後續
1975年，新成立的葡萄牙文人政府向中國政府提出歸還澳門的要求，但由於當時仍然處於文革的中國大陸一片混亂，沒有心思去考慮收回澳門的問題，且中國政府亦打算維持對澳門的「長期打算、充分利用」政策，故沒有接受葡方的要求。1987年4月13日，中華人民共和國和葡萄牙共和國簽署《中葡聯合聲明》，聲明中華人民共和國政府將於1999年恢復行使澳門主權。1999年12月20日澳門回歸，葡萄牙人在澳門100多年的統治正式結束。
在對外貿易總值方面，澳門在1952年至1956年持續衰退，1957年至1966年處於成長階段，一二·三事件後翌年（1967年）出現衰退，至1968年起除1974年及1985年外年年上揚。

### 本地學者及傳媒人論述
1996年，有澳門傳媒及學者如歷史學家吳志良及傳媒人林玉鳳和白嘉度（Ricardo Pinto）籍事件及文化大革命三十周年對事件作出回顧及論述，吳志良在《澳門日報》連載專欄「三言兩語」中論述該事件，林玉鳳和白嘉度則在其任職的當地公共廣播公司澳廣視製作一二·三事件紀錄片特輯，希望透過找尋及訪談見證事件的華人及涉事葡人官員、翻查在澳門未曝光的葡萄牙的秘密檔案，以及引述本土歷史學者的分析來還原事件經過，節目也引證了當時氹仔學校的工程不獲批准是因為沒有向相關官員交賄賂金，而檔案也直指時海島市行政局代局長晏德地和工務局存在問題:234-236。
一二·三事件發生30年來，官方一直都沒有作正式紀錄，事件發生後至1999年回歸前，「一二·三」仍然是一種不成文的禁忌，經歷事件的華人及葡人多忌諱昔日往事，不願重提。在事件中取得「重大勝利」的部分華人明白當年有過激的行為，因而不太願意重提事件，亦有人對當年過激的行為作出反省，而部分葡人官員則認為事件不光彩，不願作出回顧:234-236。

## 影響

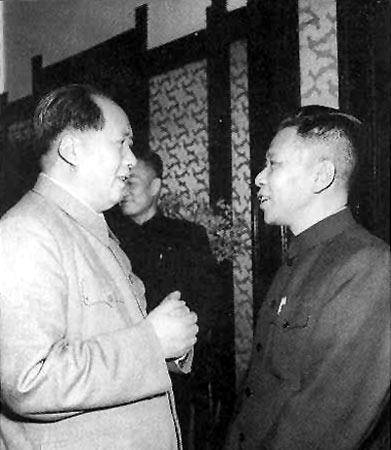
何賢（右）於1956年獲中國共產黨中央委員會主席毛澤東（左）接見

事件爆發後兩周，民族主義論述開始介入，雖然事件不因中國文化大革命而起，事件亦非北京政府蓄意安排，然而北京政府及澳門左派藉着中國大陸文革的影響，引入文革式鬥爭手段，通過「反殖愛國」鬥爭企圖奪取殖民地政府的權力，亦借澳葡之手將國民黨勢力從澳門根除。事件過後的一兩年內，統治威信盡失的澳葡政府無心治澳，市面處於混亂狀態，期間由左派維持秩序，而左派機構中也出現了派系鬥爭。毛澤東去世後，文化大革命的黑暗面逐漸被揭破，左派在暴動後逐漸回復理性，加上葡萄牙本土經過1974年四·二五革命（又稱康乃馨革命）後在澳門推行改革，澳門市面得以逐漸回復正常。事件過後，華人的權益有所改善，而左派也進入了澳門的領導系統之內:218, 279。
康乃馨革命後的澳葡政府在經濟和民生等事務上逐步釋放權力，而這些權力的真空地帶逐步被左派和親近左派的商界勢力滲透。在1999年澳門治權移交前，澳門的建制派已經掌管了除政府高層外的政治和經濟等多方面的權力。治權移交、特別行政區政府成立後，昔日的建制陣營與政府不再是監督及在野關係，而是變成了一個「攻守同盟」。

### 政治意識形態

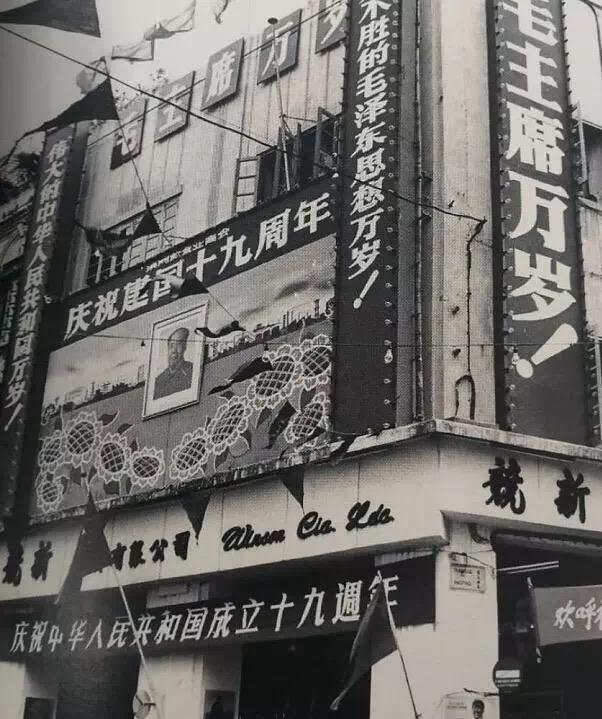
事件後1968年澳門街上慶祝中華人民共和國建國19周年的賀詞

1949年，澳門境內左右兩派勢力大致均衡；一二·三事件後，國民黨勢力被肅清，而左派勢力則迫使澳葡政府屈服並得以在社會各個階層紮根，亦因此被部份港臺人士諷刺澳門為「半個解放區」。現時澳門社會的主流民意基本傾向中國政府，而澳門華人在堅持守護本土特色之外，亦對中國大陸及中國文化保有強烈的興趣以及高度的身份認同感。在中國政府眼中，澳門在一國兩制的試驗上比香港成功。澳門的反共意識不如香港般強烈，加上香港娛樂圈以及流行文化的長久影響，許多澳門年輕人在本土身份的建構方面也比香港相對較弱。

### 「三不制裁」的後遺症
澳門華人在一二·三事件中向葡人實施「三不制裁」，迫使葡人低頭道歉。儘管葡人和土生葡人最終接受了中國和澳門華人提出的所有條件，然而當中有很多人心中並不服氣，在他們依然掌握政權之時便無聲無息地向華人作出報復，相關報復行為反映在三方面，包括：
- 不實行有關華人福利的計劃和措施：

一二·三事件發生前，澳葡政府本來計劃在台山坊、關閘馬路之間的菜地興建多棟平民大廈，事件過後則不了了之，菜地後來亦逐幅批給建築商來興建高層商住樓宇。其他的一些惠民設施如興建街市、公廁、馬路等多年沒有動工，直到1974年葡萄牙康乃馨革命後才有所改善。
- 不承認路氹土地紗紙契持有人的業權：

事件發生前，澳門離島氹仔和路環已有一些村民憑紗紙契、水電費單、社團證明等，申請由澳葡政府發出的地契（俗稱「西契」）。事件過後，雖然政策、法例沒有改變，但葡人官員一直不肯再向持有相關文件的村民批給西契。在當局不承認村民物業權的狀況下，許多村民無法將自身擁有的物業拆建和出售，也導致商人可以相當容易地獲得當局批給路氹村民原本擁有的土地和房產，造成嚴重的貪污現象。
- 不認真處理有關華人的審訊和訴訟：

事件發生後，澳葡官衙審訊馬虎粗率的現象更甚，更促使黑社會坐大，在1990年代，有數十宗街頭仇殺案沒有一宗被破案，甚至傳聞沒有一宗案件是切實調查過的，亦有大律師被黑幫報復，導致社會上基本上沒有律師敢與慣常代表黑幫的律師在庭上認真抗辯。

### 親共華商權貴及社團抬頭
一二·三事件後，除了涉及葡人的利益事項外，澳葡當局對大部分社會事務採取放任態度，導致華人社會上的政治、經濟和文化等活動皆由親共派控制，見證澳葡政府簽署提交「認罪書」的親共華人商賈馬萬祺、何賢和崔德祺成為了當地政經界無人匹敵的政治權貴，是為「澳門三大家族」，澳門至今政商難分的局面亦由此起。三大家族中的何厚鏵（何賢之子）和崔世安（崔德祺姪子）也先後在澳門回歸後擔任特首。
1966年，左派社團如澳門中華學生聯合總會（學聯）、澳門婦女聯合總會（婦聯）、澳門工會聯合總會（工聯）和澳門街坊會聯合總會（街總）開始非正式地被分享權力。1974年，葡萄牙發生康乃馨革命，間接促成澳門的政制改革，無心治澳的澳葡政府亦開始在經濟和民生等事務上逐步釋放權力，而各個領域的權力真空地帶也被左派和與左派友好的商界勢力逐步滲透。1976年，具有增強澳門自治能力作用的《澳門組織章程》頒佈，當中列明「澳門地區的本身管理機關為總督及立法會，會同總督運作的尚有諮詢會」，而該諮詢會則以委任左派社團人士為主，讓左派社團正式地成為了澳門政治版圖中的重要的一塊至今。

### 對香港的影響

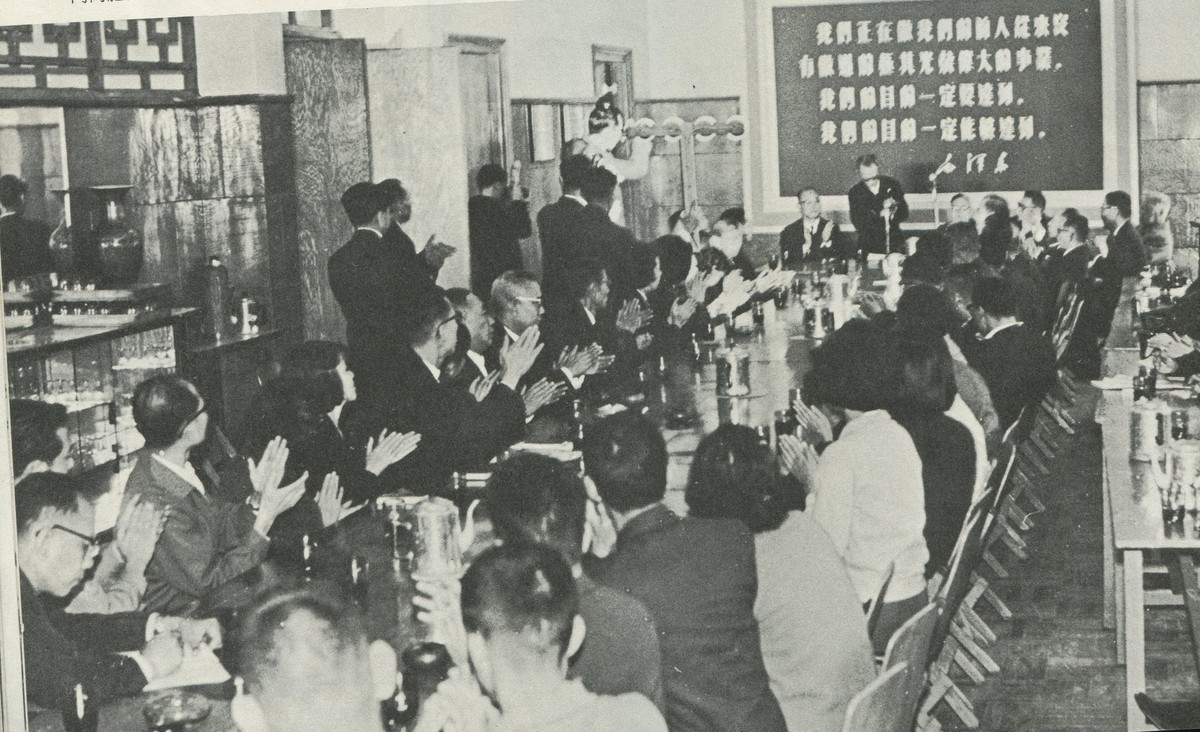
港九各界慰問澳門同胞座談會

一二·三事件是1967年香港六七暴動爆發的起因之一，香港左派受澳門左派在事件中大獲全勝的鼓舞，到澳門學習「鬥爭經驗」，新華社香港分社社長梁威林、副社長祁烽兩人在內部會議總結澳門的「勝利」時，聲言要在香港「大幹一場」，此後新華社香港分社及左派陣營積極尋找發動鬥爭的機會。另一方面，一二·三事件中的關鍵角色何賢在左派團體包圍港督府和每天輪流示威時到訪香港，希望拉攏港英政府和左派高層和談，但無功而返。
香港左派在發動各種罷工及罷市行動以失效告終後，開始以警務人員和公共交通事業工作人員為襲擊目標，以圖癱瘓公共交通及擾亂社會經濟，又隨處佈放炸彈傷害無辜。此外，在港國民黨勢力吸取了在澳門挫敗的教訓，他們暗中協助港英政府對付左派，避免左派借殖民地政府之手讓國民黨勢力被驅逐的歷史重演。

## 國共官方媒體報導
一二·三事件發生後，位於臺灣的中華民國政府官方媒體《中央日報》稱事件為「澳門暴動」、「澳門暴亂」，多次撰文催促澳葡當局鎮壓擾亂秩序的「親匪份子」；後來中華民國方面勢力在澳門漸居劣勢後，國民黨人及支持中華民國政府之僑胞不是被送往中國大陸處置，就是被迫撤往臺灣，中華民國政府亦於1975年與葡萄牙斷絕外交關係；另一方面，中華人民共和國政府官方媒體《人民日報》則相對較為低調地報導事件。前者後來對事件的論述變得逐漸沉默，後者則主導了對事件的論述，並且讓事件在中國大陸成為了國族歷史的一部份:222-223。

## 與香港六七暴動比較
澳葡政府對一二·三事件和港英政府對六七暴動的應對方法不同，前者認罪道歉，後者則絕不妥協並且一直堅持平亂，直到中华人民共和国政府強行下令香港左派終止暴動為止。兩種不同的應對手段直接導致澳門和香港兩個殖民地在暴亂後的20年走上各異的發展軌跡。澳葡政府失去統治意志後，澳門一度陷於政治、經濟、社會、文化各方面全面停頓甚至沒落的狀態，親共勢力亦隨之興起，在澳門回歸前，當地居民大多不表示反對，並希望藉「回歸」來改變澳葡政府不作為的局面；另一方面，港英政府在挫敗左派的暴動後，統治意志越加堅定且民望高企，港英政府經過對六七暴動深層次原因的檢討，進行大規模政治、經濟、社會領域上的深刻改革，香港在1970到80年代的黃金20年間發展成為「亞洲四小龍」之一。
在對事件的論述上，澳門「一二·三事件」與香港「六七暴動」存在定性上的差異，前者普遍稱之為「事件」，後者則普遍稱之為「暴動」，在歷史論述上，「六七暴動」多讓人聯想到暴徒、「土製菠蘿（土製炸彈）」和「左仔」等，香港左派當年所用的「反英抗暴」一稱，在現時左派之間也甚少出現，左派也一般對此避而不談:222-223。